# Степен на окисление
Степента на окисление е условният заряд на атома в съединението, изчислен при предположение, че съединението е напълно йонно, т.е. без наличие на ковалентни връзки. Това обаче никога не е изцяло вярно при реалните връзки. Степента на окисление може да бъде положителна, отрицателна или нулева.
Степента на окисление съответства на заряда на йона или формалния заряд на атома в молекулата или в химическата единица, например:
{\displaystyle {\stackrel {+1}{\mbox{Na}}}{\stackrel {-1}{\mbox{Cl}}}}, {\displaystyle {\stackrel {+2}{\mbox{Mg}}}{\stackrel {-1}{\mbox{Cl}}}_{2}}, {\displaystyle {\stackrel {-3}{\mbox{N}}}{\stackrel {+1}{\mbox{H}}}_{3}}, {\displaystyle {\stackrel {+2}{\mbox{C}}}{\stackrel {-2}{\mbox{O}}}}, {\displaystyle {\stackrel {+4}{\mbox{C}}}{\stackrel {-2}{\mbox{O}}}_{2}}, {\displaystyle {\stackrel {+1}{\mbox{Cl}}}{\stackrel {-1}{\mbox{F}}}}, {\displaystyle {\stackrel {+1}{\mbox{H}}}{\stackrel {+5}{\mbox{N}}}{\stackrel {-2}{\mbox{O}}}_{3}}, {\displaystyle {\stackrel {-4}{\mbox{C}}}{\stackrel {+1}{\mbox{H}}}_{4}}, {\displaystyle {\stackrel {+1}{\mbox{K}}}{\stackrel {+7}{\mbox{Mn}}}{\stackrel {-2}{\mbox{O}}}_{4}}.
Степента на окисление се посочва над символа на елемента. За разлика от посочването на заряда на атома, при посочване на степента на окисление първо се поставя знакът, а после численото значение, а не обратното:
{\displaystyle {\stackrel {+1}{\mbox{H}}}{\stackrel {+3}{\mbox{N}}}{\stackrel {-2}{\mbox{O}}}_{2}} – степен окисление,
{\displaystyle {\mbox{H}}^{+}{\mbox{N}}^{3+}{\mbox{O}}_{2}^{2-}} – заряд.